# Tetris Party
 (décembre 2023).
Si vous disposez d'ouvrages ou d'articles de référence ou si vous connaissez des sites web de qualité traitant du thème abordé ici, merci de compléter l'article en donnant les références utiles à sa vérifiabilité et en les liant à la section « Notes et références ».
Tetris Party est un jeu vidéo de type Puzzle game sorti en 2008 sur Wii. Le jeu a été développé et édité par Hudson Soft. Il poursuit la célèbre série Tetris. Le jeu a été adapté sur Nintendo DS sous le titre Tetris Party Deluxe.

## Système de jeu
Tetris Party se joue en tenant la Wiimote à l'horizontale, mais peut aussi utiliser la Wii Balance Board dans un mode de jeu particulier.

### Modes de jeu
Modes 1 joueur
- Marathon : Jouez à un jeu traditionnel Tetris sans limite de temps. La difficulté de Marathon augmente au fur et à mesure que vous progressez dans ses 15 niveaux.
- Bataille ordinateur : Mesurez-vous à un adversaire commandé par ordinateur. Ajustez les paramètres de difficulté selon vos préférences personnelles, en choisissant parmi les 15 niveaux de difficulté offerts.
- Tetris pour débutants : Des formes simples et un champ restreint font de Tetris pour débutants le jeu idéal pour les joueurs débutants et les jeunes joueurs.
- Escalade : Construisez une échelle de tétriminos jusqu’en haut du champ, aussi vite que possible, pour aider le grimpeur à atteindre son objectif. Le grimpeur ne peut monter que sur des blocs d’une hauteur de 1 Mino. Veillez à ne pas l’écraser avec un tétrimino, ce qui entraînerait la fin du jeu.
- Ombre : Remplissez l’espace ombré du champ pour compléter une image cachée. Remplissez l’image le plus vite et le

plus proprement possible pour obtenir le meilleur score. Vous pouvez vous passer de tétriminos pour un nombre limité de fois.
- Course : Contrairement aux autres modes, votre objectif dans Course n’est pas de compléter les lignes. Vous devez plutôt guider un tétrimino au travers d’un parcours délicat de blocs qui défilent à l’écran. Pour réussir, faites dégringoler et tourner le tétrimino aussi rapidement que possible.
- Wii Balance Board : Faites participer votre corps au jeu avec Tetris sur le Wii Balance Board. Le Wii Balance Board comprend trois commandes principales. Penchez tout votre corps d’un côté à l’autre pour faire dégringoler les tétriminos à gauche et à droite. Faites tourner les tétriminos en vous accroupissant fermement sur le Wii Balance Board. Enfin, penchez-vous vers l’avant et vers l’arrière pour provoquer une chute rapide des tétriminos.

Modes multijoueurs
- Bataille VS : Affrontez tout un ensemble de joueurs rivaux et d’adversaires CPU. Complétez les lignes et utilisez des objets pour faire perdre vos adversaires. Le nombre de lignes que vous complétez détermine le nombre de lignes envoyées dans les matrices de vos adversaires.
- Lignes VS : Soyez le premier à compléter les lignes surlignées en devançant votre adversaire. Une fois que vous aurez complété une des lignes indiquées, elle disparaîtra. Jouez avec un partenaire et travaillez ensemble pour cibler chacune des lignes spécifiques à compléter.
- Escalade VS : Les règles de base sont les mêmes que pour Escalade. Soyez le vainqueur en atteignant l’objectif le premier. Chaque fois qu’un joueur passe un checkpoint, il obtient un « Effacement ».
- Ombres VS : Les règles de base sont les mêmes que pour Ombre. Complétez le puzzle le premier et obtenez le taux d’accomplissement le plus élevé à la fin du jeu pour être le gagnant.
- Course VS : Les règles de base sont les mêmes que pour Course. Soyez le vainqueur en atteignant l’objectif le premier ou lorsque vos adversaires ne peuvent plus continuer à jouer.
- Tetris co-op : Un jeu à 2 joueurs où l’on joue ensemble pour effacer des lignes sur un champ deux fois plus grand (20 blocs de largeur) qu’un champ normal. Les tétriminos qui entrent dans le champ diffèrent selon le joueur. Les règles de base sont les mêmes que pour Tetris. « Garder » (Réserver un tétrimino qui tombe pour l’utiliser plus tard) est partagé entre les deux joueurs.
- Espace : Les joueurs s’affrontent pour voir qui peut enclore le plus d’espace avec ses tétriminos (ceux-ci comptant également comme espace). À tour de rôle, les joueurs placent un tétrimino. Le joueur dont le tétrimino bouche en dernier un espace obtient cet espace. Le joueur détenant le plus d’espace à la fin de la partie est le gagnant.

Connexion Wi-Fi Nintendo
Jouez à Tetris Party en ligne et mesurez-vous à des joueurs du monde entier. Les règles de base du jeu Wi-Fi sont les mêmes que pour Bataille VS. Dans « Tetris mondial », les participants sont choisis au hasard parmi les joueurs du monde entier. Dans « Bataille entre amis », les participants sont des joueurs ayant réciproquement enregistré les codes ami. Jouez contre un maximum de 5 joueurs à la fois via la connexion Wi-Fi Nintendo.

### Objets
Les blocs objet apparaîtront pendant le jeu si le paramètre « Objet » est sur « OUI » (ON) dans certains modes
multijoueurs. Éliminez la ligne contenant le bloc pour obtenir l’objet. Appuyez sur le bouton B pour utiliser l’objet obtenu.
Vous pouvez stocker un maximum de 3 objets, mais vous devez les utiliser dans l’ordre dans lequel vous les avez obtenus.
- Fumée - Effet: 1 adversaire.

Déplacez votre pointeur sur le champ de l’adversaire, puis appuyez sur le bouton B pour l’envelopper de fumée.
Secouez la télécommande Wii pour dissiper la fumée.
- Turbo - Effet: tous les adversaires.

Utilisez cet objet pour augmenter la vitesse de chute des tétriminos de vos adversaires pendant un moment.
- Bombardement - Effet: tout le monde.

Déplacez votre pointeur sur un espace vide de n’importe quel champ, puis appuyez sur le bouton B pour faire tomber
des blocs dans cet espace. Plus vous appuierez souvent et rapidement sur le bouton B et plus vous enverrez de blocs
dans cet espace.
- Effacement - Effet: tout le monde.

Utilisez cet objet pour effacer des lignes sur votre champ. Choisissez la ligne à effacer avec le pointeur.
- Cascade - Effet: soi-même.

Utilisez cet objet pour poser un tétrimino qui tombera en morceaux et remplira les espaces vides pendant
un moment.
- Verrou - Effet: tous les adversaires.

Utilisez cet objet pour empêcher tous les tétriminos de vos adversaires de tourner pendant un certain temps.
- Escalade - Effet: tous les adversaires.

Utilisez cet objet pour faire apparaître un grimpeur dans le champ des adversaires. Si le grimpeur est écrasé, des blocs
de pénalité apparaissent depuis le bas.
- Téléportation - Effet: soi-même.

Déplacez votre pointeur vers l’un des côtés de votre champ, puis appuyez sur le bouton B pour aligner les espaces
vides vers le pointeur.
- Montre - Effet: tous les adversaires.

Utilisez cet objet pour paralyser temporairement vos adversaires. Vous pourrez continuer à déplacer librement
vos tétriminos.
- Disparition - Effet: 1 adversaire.

Déplacez le pointeur sur le champ de l’adversaire, puis appuyez sur le bouton B pour cacher temporairement son
prochain tétromino.

## Accueil
Dans une liste établie le 19 juillet 2011, IGN classe Tetris Party sixième meilleur jeu de la plate-forme WiiWare.